# 寛空
寛空（かんくう、元慶8年（884年）- 天禄3年2月6日（972年2月28日）は、平安時代中期の真言宗の僧。俗姓は文室氏。出身地は京都とも河内国とも言われているが定かではない。蓮台寺僧正・香隆寺僧正とも称される。
宇多法皇の侍童をつとめ、その後出家して法皇及び神日（じんにち）から法を受けた。945年（天慶8年）権律師となり、その後東寺長者・金剛峯寺座主・仁和寺別当・同寺法務を歴任し、964年（康保元年）僧正にいたった。上品蓮台寺を建立し、971年（天禄2年）に諸職を辞して蓮台寺の充実整備を行い、村上天皇の御願による香隆寺となった。一生涯に孔雀経法を8回修し、その修法による霊験で知られた。972年（天禄3年）、89歳で入寂。『七支念誦次第』等の著書がある。